# Тирлич жовтий
Тирлич жовтий, джинджура (Gentiana lutea L.) — багаторічна трав'яна рослина з вкороченим багатоголовим кореневищем. Європейський субальпійський реліктовий вид.

## Опис

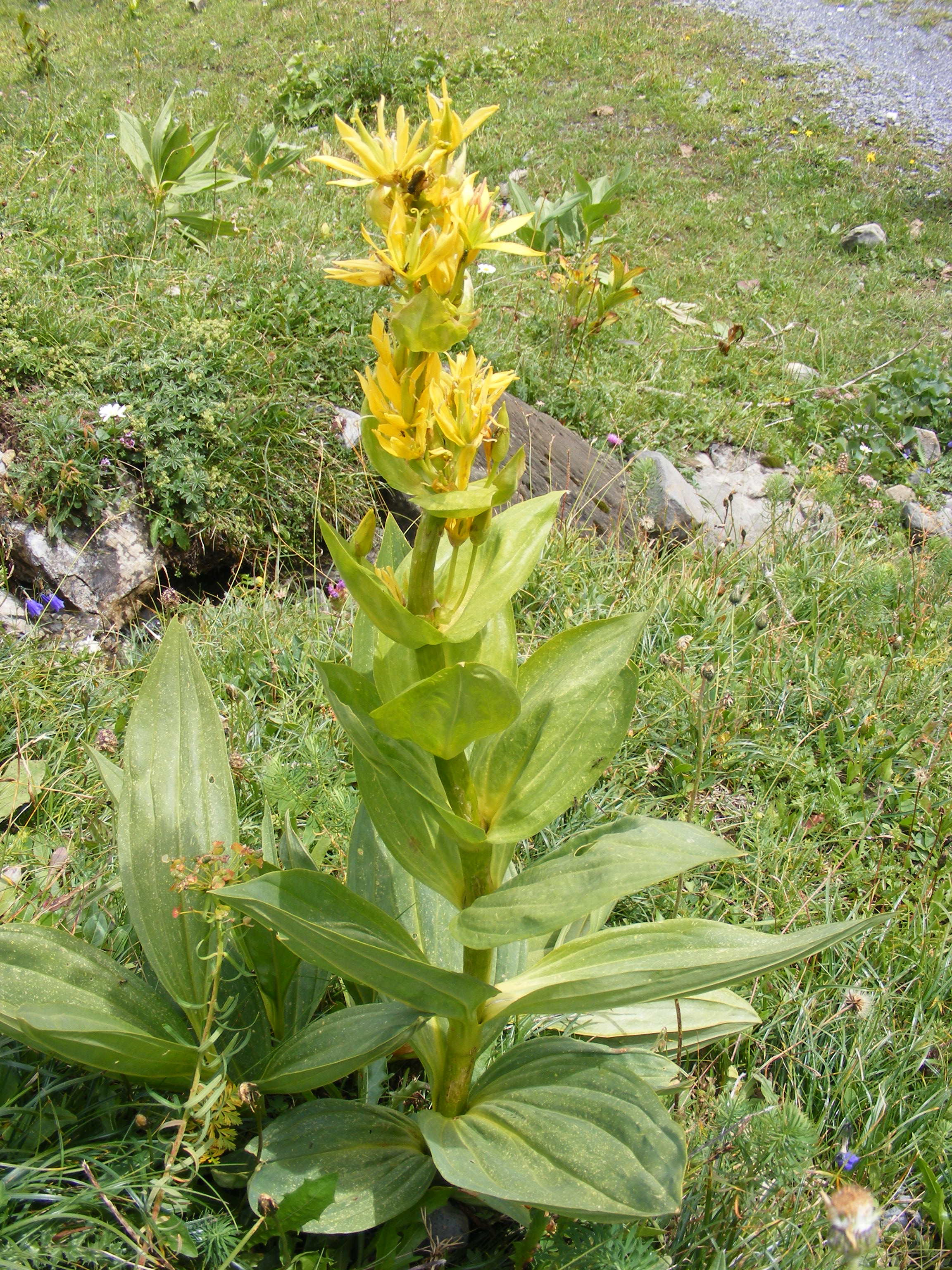
Тирлич жовтий

Стебло прямостояче, голе, 60-120 см заввишки. Листки прості, шкірясті, овальні або яйцеподібно-еліптичні. Листки прикореневої розетки 10-30 см завдовжки і 4-17 см завширшки, з 5-7 чіткими дуговими жилками. Стеблові листки сидячі, напівстеблообгортні, з 3-5 жилками, менші розеткових. Суцвіття верхівкове, нечітко відмежоване від стебла. Квітки по 3-11 в пазухах верхніх 3-7 пар листків. Чашечка плівчаста, неправильна, майже непомітна. Віночок колесоподібний, 5-7-лопатевий, яскраво-жовтий. Плід коробочка. Насінини дрібні, ширококрилаті. Цвіте в липні-серпні. Плодоносить в серпні-вересні. Розмножується насінням та вегетативно.